# Thurauenturm
Der Thurauenturm ist ein 15 Meter hoher Aussichtsturm im Naturzentrum Thurauen in der Gemeinde Flaach im Zürcher Weinland in der Schweiz.
Über 69 Treppenstufen erreicht man die Aussichtsplattform in 12 Meter Höhe.
Der Aussichtsturm gewährt einen Blick auf die Auenlandschaft an der Thurmündung.

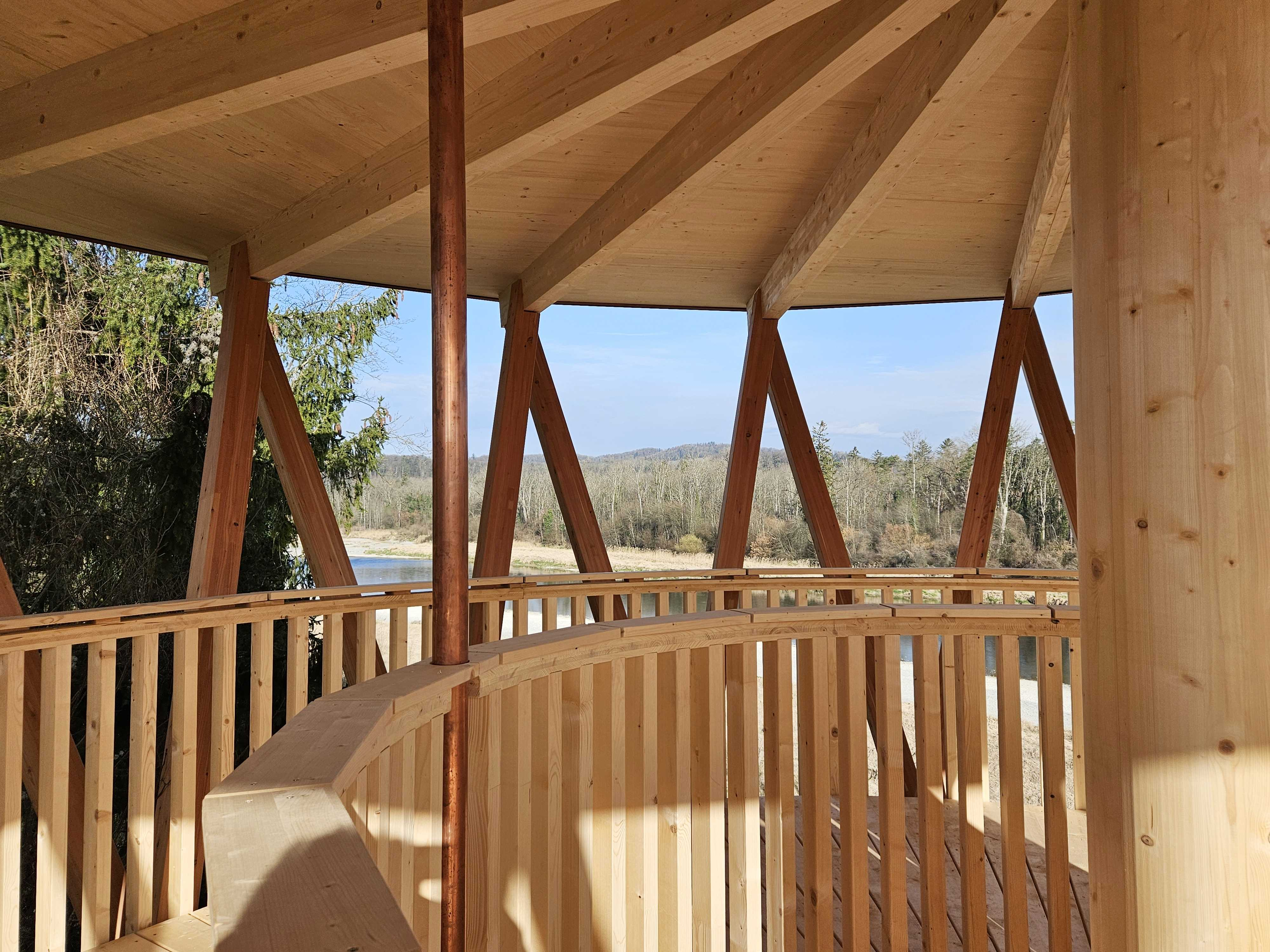
Aussichtsplattform
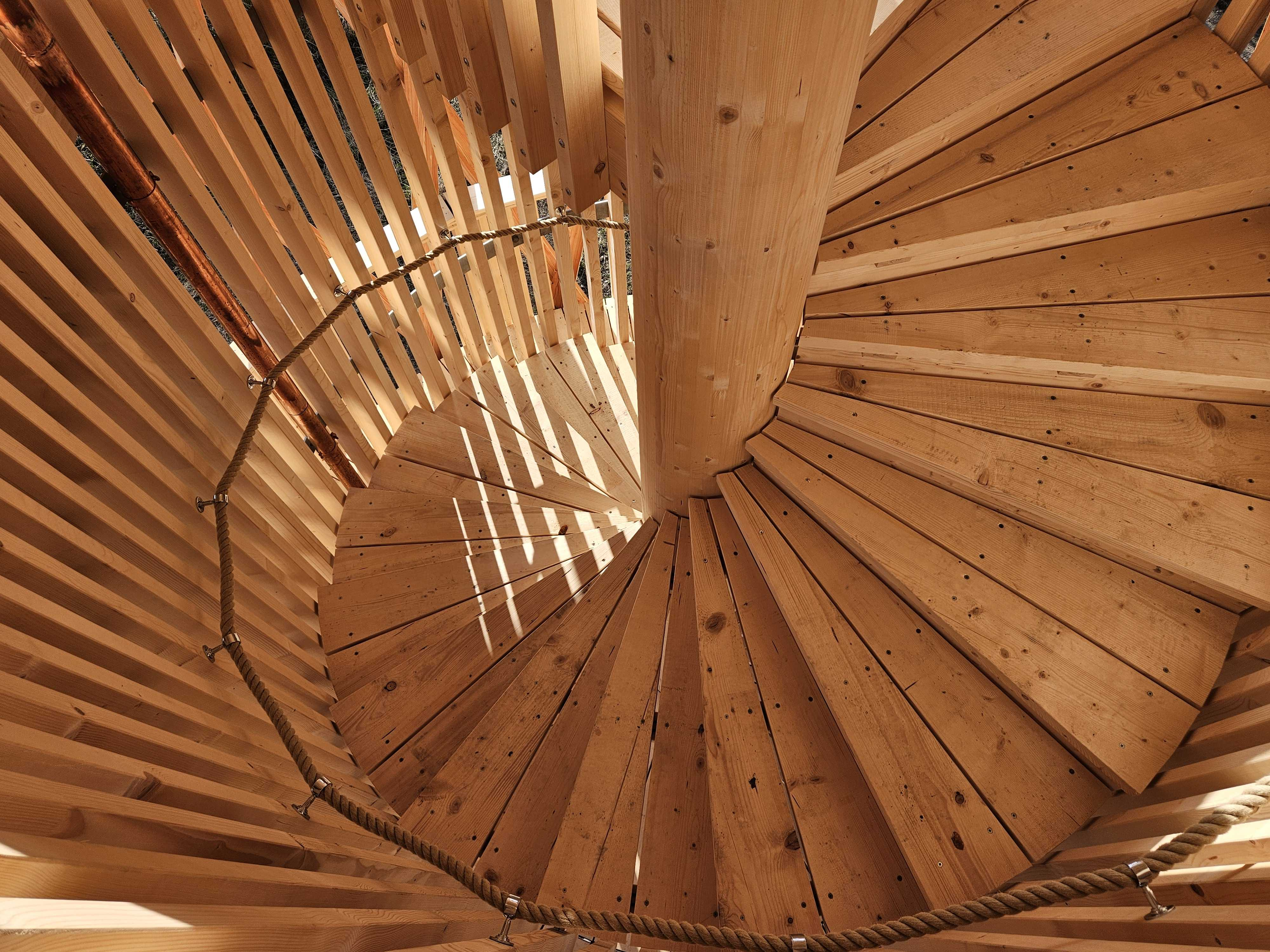
Treppe

## Geschichte
Bis 2024 stand an gleicher Stelle eine Aussichtsplattform.

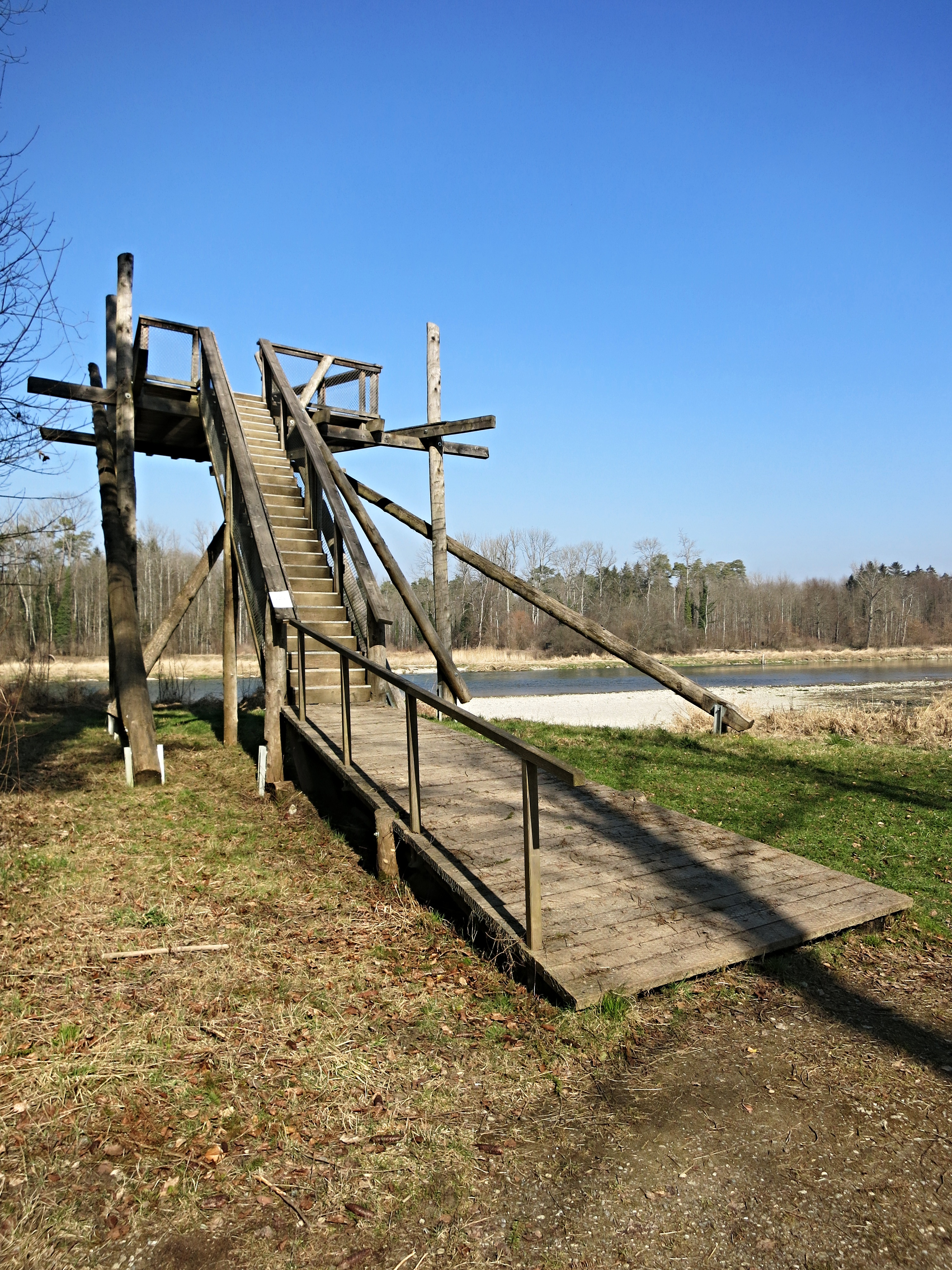
Alte Aussichtsplattform bis 2024